# Iordană
Iordana este un soi autohton de viță de vie din zona Transilvaniei.

## Descriere
Iordana este un soi cu perioadă lungă de vegetație, de 180 și chiar 210 zile, și de aceea este indicat a se cultiva în locurile unde lunile septembrie și octombrie sunt călduroase și secetoase, în general, pe pante însorite, cu expoziții sudice. 
Este un soi cu coacere târzie, strugurii ajungând la maturitate deplină la sfârșitul lunii septembrie și începutul lunii octombrie, când acumulează în medie 160-180 g/l zaharuri. Producția de struguri realizată la hectar variază între 12.000 și 16.000 kg, dar poate ajunge până la 20.000 kg. Vinul obținut din Iordană, când e tânăr, are o culoare galben-verzuie și este foarte atractiv prin însușirile sale organoleptice. Cu un parfum de floră spontană, desprins parcă din plaiurile istorice ale Transilvaniei, vinul se impune printr-o savoare delicată, plăcută, asemănătoare cu cea a fructelor de pădure. Vioi, fructuos și cu multă, multă prospețime, lasă, în general, un postgust persistent și foarte agreabil. 
Fără a avea pretenția unui mare vin alb, atrage atenția și trezește interes amatorilor de vinuri tinere și fructuoase. De obicei, vinurile au un conținut în alcool de 9-10%, dar se remarcă printr-o aciditate totală ridicată, ce depășește ușor 5,0 g/l. De aceea, ele servesc foarte bine la cupajare pentru vinurile de consum sau sunt folosite și chiar recomandate ca materie primă pentru obținerea vinurilor spumante de calitate. Vinurile de Iordană se folosesc și la obținerea distilatelor de vin învechite. 